# Stile Adam

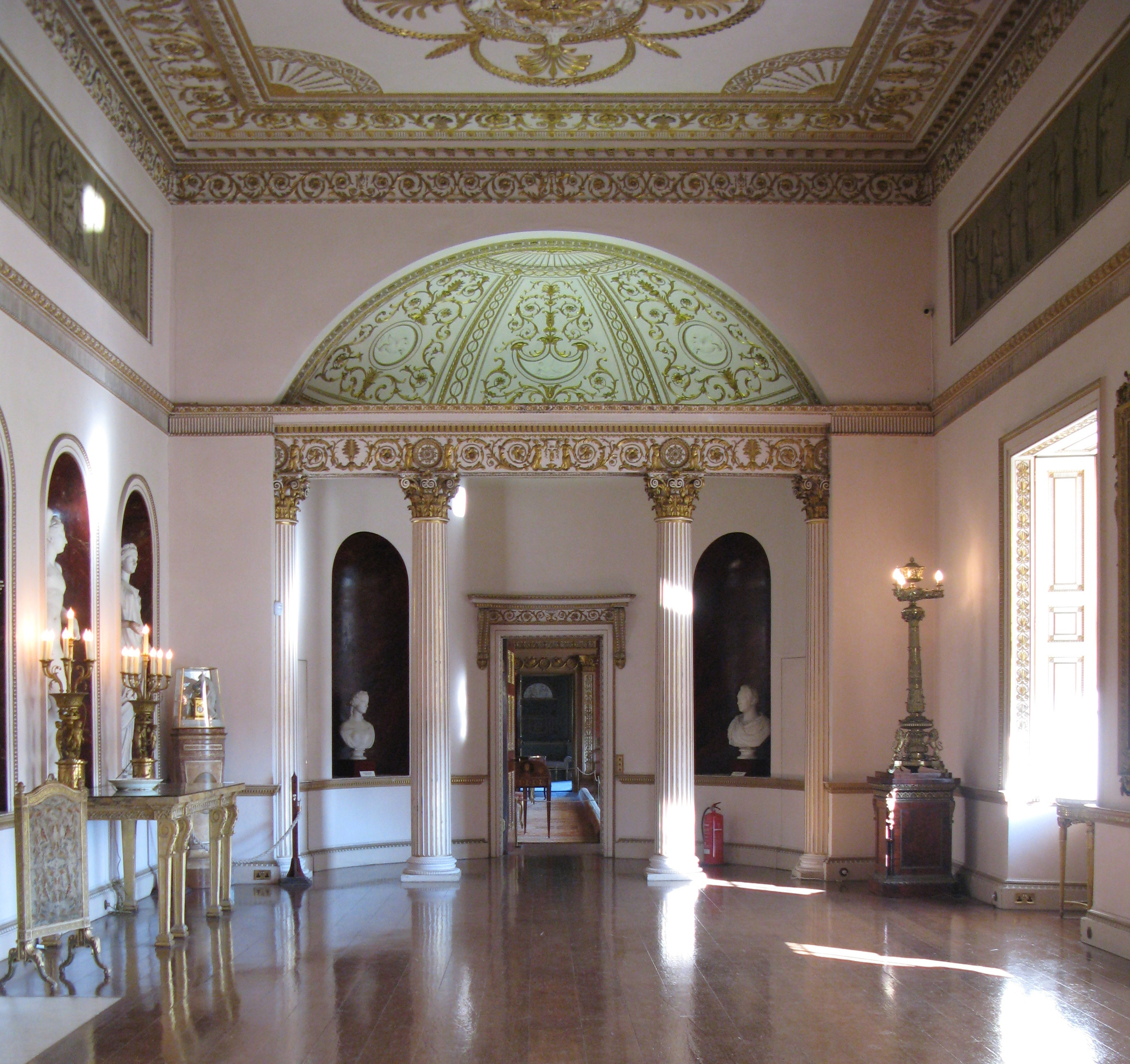
Interno neoclassico in stile Adam disegnato da Robert Adam, Syon House, Londra

Lo Stile Adam (detto anche Adamesque o "Stile dei fratelli Adam", Adam Style in inglese) è il nome dato all'architettura elaborata dai fratelli Robert Adam (1728–1792) e James Adam (1732–1794) nella seconda metà del Settecento, diffusasi nel Regno Unito e nel Nord America.
I fratelli Adam furono i primi ad elaborare uno stile architettonico integrato sia per interni che per esterni per creare un unico schema uniforme nelle abitazioni da loro progettate, passando dai muri e dai soffitti sino ai mobili. Correntemente lo stile è noto come "Stile Adam" ma sarebbe più propriamente da definire "Stile dei fratelli Adam" in quanto spesso i due fratelli cooperarono su medesimi progetti con le stesse idee. Per le affinità con il neoclassicismo ma la precocità di sviluppo ed i diversi modelli di ispirazione, lo Stile Adam è sovente indicato anche col nome di "Primo neoclassicismo".
Dagli anni sessanta del Settecento secolo sino alla fine del secolo, lo stile Adam si diffuse nelle classi agiate e della borghesia nel Regno Unito, in Russia, dove fu introdotto dall'architetto Charles Cameron), e negli Stati Uniti dopo la Rivoluzione, dove si declinò anche in una sua variante, lo Stile Federale). Lo stile fu sorpassato nel 1795 dallo Stile Regency e dallo Stile Impero.

## Caratteristiche

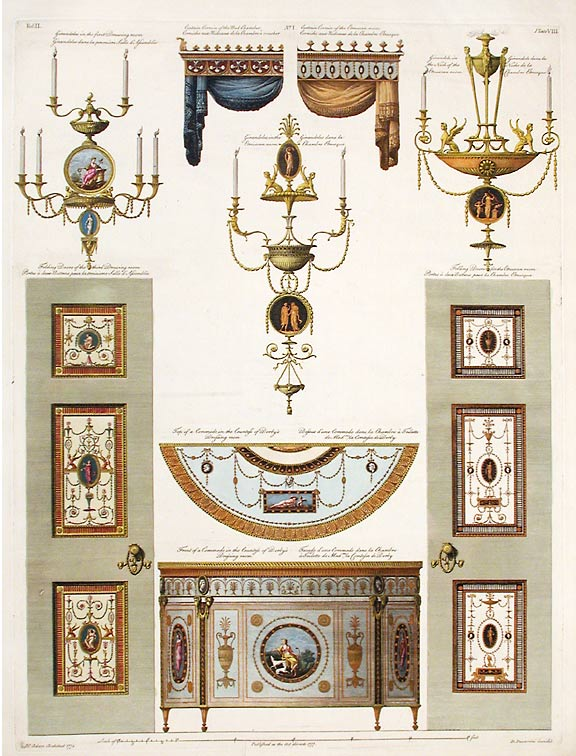
Dettagli decorativi per la Derby House di Grosvenor Square, esempio di decorazioni in stile Adam.

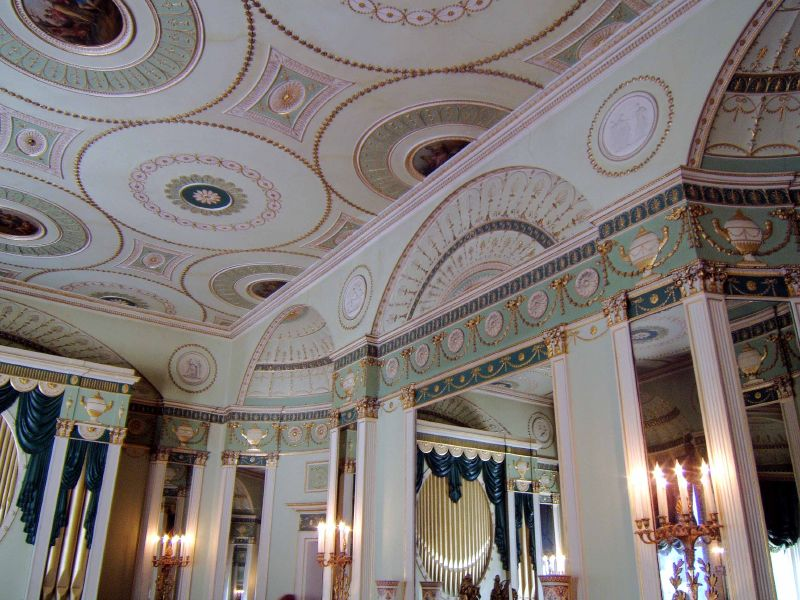
Interno della Home House, disegnata da Robert Adam nel 1777

Il lavoro dei fratelli Adam si qualificò come architettura sia da interni che da esterni, nella seconda metà del Settecento.
Nel decennio precedente l'inizio della loro attività architettonica, Robert e James Adam avevano viaggiato in Italia ed in Dalmazia osservando le rovine del mondo classico. Al loro ritorno in Gran Bretagna, decisero come il fratello maggiore John Adam di intraprendere il mestiere di architetto, decidendo nel contempo di pubblicare un'opera per spiegare il loro nuovo "concetto di architettura": l'opera prese il nome di The Works in Architecture e venne elaborata tra il 1773 ed il 1779. Il volume, ricco di disegni illustrativi e di incisioni, consentì di diffondere rapidamente il repertorio degli Adam in Europa. Il loro intento era quello di semplificare il rococò e il barocco di moda nei decenni precedenti per adattare un nuovo stile agli ambienti luminosi ed eleganti delle case georgiane. In The Works in Architecture i fratelli Adam illustrarono inoltre le case dove lavorarono compresi gli interni ed il design apportato al mobilio.
L'Adam style si distaccò dalle proporzioni strettamente matematiche che si potevano trovare nelle stanze georgiane ed introdusse muri curvi e cupole, il tutto decorato con stucchi e colori come verde pisello, blu cielo, limone, lilla, rosa chiaro e terracotta. Artisti come Angelica Kauffman e Antonio Zucchi disegnarono diversi cartoni per decorazioni in questo stile.
I principali rivali degli Adam furono James Wyatt, che pur avendo inventato uno stile molto simile non riuscì a farlo conoscere a sufficienza non avendo mai pubblicato nulla in proposito, e sir William Chambers, che disegnò diversi mobili d'interno, preferendo però lavorare per altri famosi ebanisti d'epoca come John Linnell, Thomas Chippendale e Ince e Mayhew.
Era tipico dell'Adam style combinare dettagli decorativi neogotici insieme ai tratti classicisti. Lo stile Adam risentì, anche se in forma minore, di influssi di motivi decorativi egiziani ed etruschi. Esso venne influenzato soprattutto da:
- Affreschi e pitture murarie ritrovate dalle città di Pompei ed Ercolano da poco ritrovate durante gli scavi archeologici
- Vasi a figure nere e rosse di stile greco ed etrusco ritrovati in Italia.
- Architettura greca classica, nota in Inghilterra soprattutto grazie al libro di James Stuart e Nicholas Revett dal titolo The Antiquities of Athens pubblicato nel 1762.

Lo Stile Adam è identificabile per:
- Motivi a decorazione classica romana come medaglioni dipinti, vasi, urne e tripodi, arabeschi, sfingi, grifoni e ninfe danzanti.
- Pannelli a grottesca
- Pilastri
- Ornamenti dipinti come fiocchi o nastri
- Tinte color pastello

Lo Stile Adam venne sorpassato attorno al 1795 in Inghilterra dal più semplice Stile Regency, mentre in Francia ed in Russia dallo Stile Impero.

## Galleria d'immagini

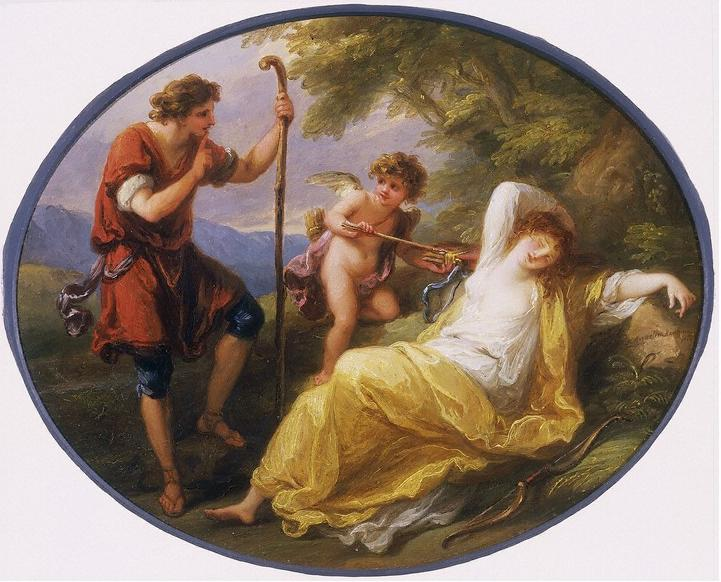
Dipinto di Angelica Kauffman, esempio di come dipinse per i fratelli Adam
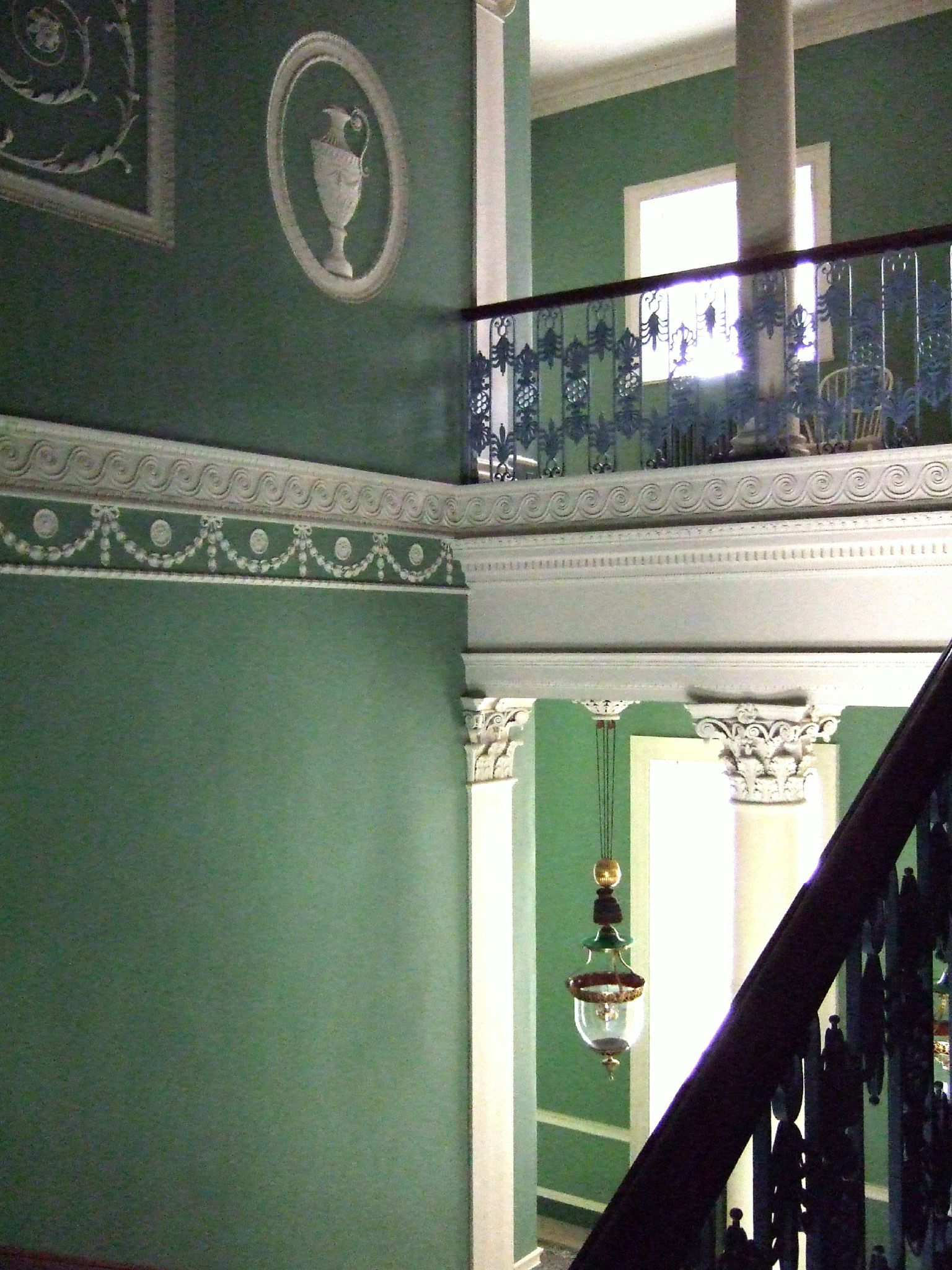
Interno di Osterley Park, disegnato da Robert Adam nel 1761
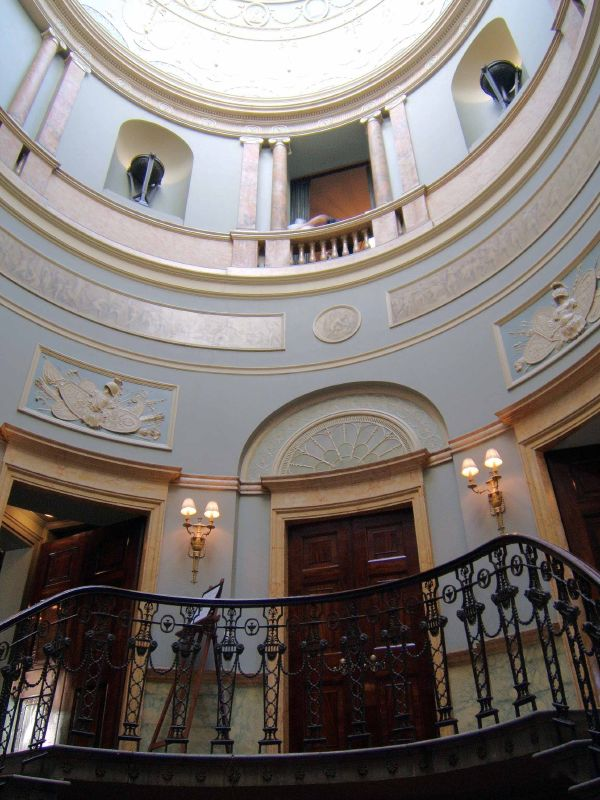
Scalinata di Home House, disegnata da Robert Adam nel 1777
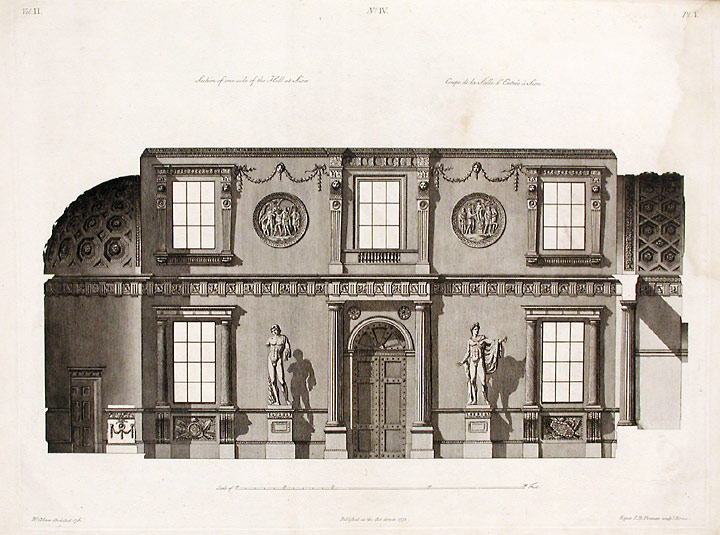
Disegno per il salone di Syon House di Robert e James Adam, 1778
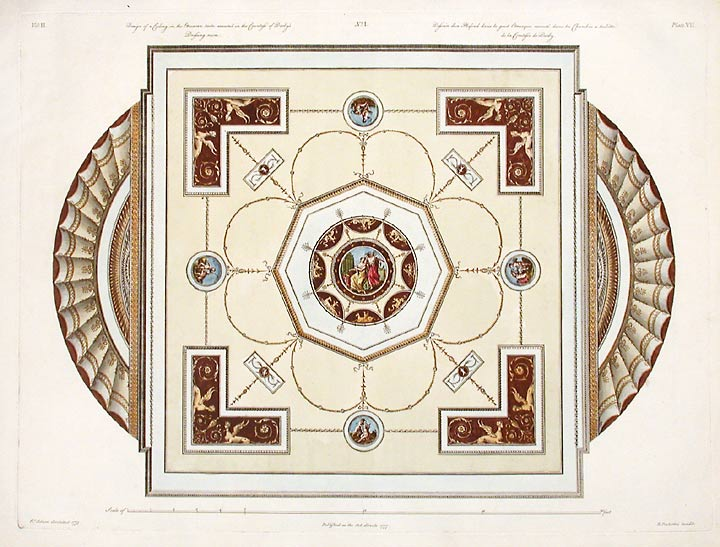
Disegno dei fratelli Adam per un soffitto a Derby House, 1778